# GHD GesundHeits GmbH Deutschland
Die GHD Gesundheits GmbH Deutschland (Eigenschreibweise: GHD GesundHeits GmbH Deutschland) (kurz: GHD) ist ein ambulantes Gesundheits-, Therapie- und Dienstleistungsunternehmen mit Sitz in Ahrensburg.
Die GHD-Gruppe befindet sich seit 2014 mehrheitlich im Besitz der schwedischen Private-Equity-Gesellschaft Nordic Capital. Als Zwischenholding fungiert die Cidron Gloria Investment GmbH (kurz: CGI), die auch als Obergesellschaft den Konzernabschluss aufstellt.
GHD versorgt Patienten mit Hilfs-, Reha- und Arzneimitteln mit eigener Produktion, Logistik und produktbegleitenden Dienstleistungen. Die GHD ist für mehr als 500.000 Patienten sowie etwa 18.000 institutionelle Kunden (zum Beispiel Krankenkassen und Kliniken) tätig.

## Geschichte
1992 führte der Unternehmensgründer Andreas Rudolph mit dem Konzept das damals auf dem deutschen Gesundheitsmarkt neuartige Angebot ein, „versorgende Dienstleistungen zum Patienten nach Hause bringen“. Seit 1998 ist die GHD flächendeckend in Deutschland tätig. Seit 2002 gehört das Therapiefeld Parenterale Ernährung zum Angebot. Das ambulante Case-Management wurde 2004 eingeführt. Case-Manager organisieren die Überleitung zwischen stationärer und ambulanter Therapie (Entlassmanagement).
2008 erwarb die GHD den Stomaprodukte-Hersteller For Life (Berlin). Im Laufe der Jahre wurde die Unternehmensgruppe um die Logistikdienstleister Sangro und DVG erweitert sowie um Herstellungsbetriebe für Infusionslösungen, welche mittlerweile unter dem Namen GHD Compounding firmieren.
2012 erwarb die GHD die exklusiven deutschen Vertriebsrechte von Ernährungsprodukten der Firmen Abbott und Nestlé Healthcare Nutrition. 2015 übernahm die GHD die Firmen OTB (Berlin) und Rehability in Heidelberg sowie den Exklusivvertrieb für Wundprodukte der Firma Acelity.